# Hołd Szujskich

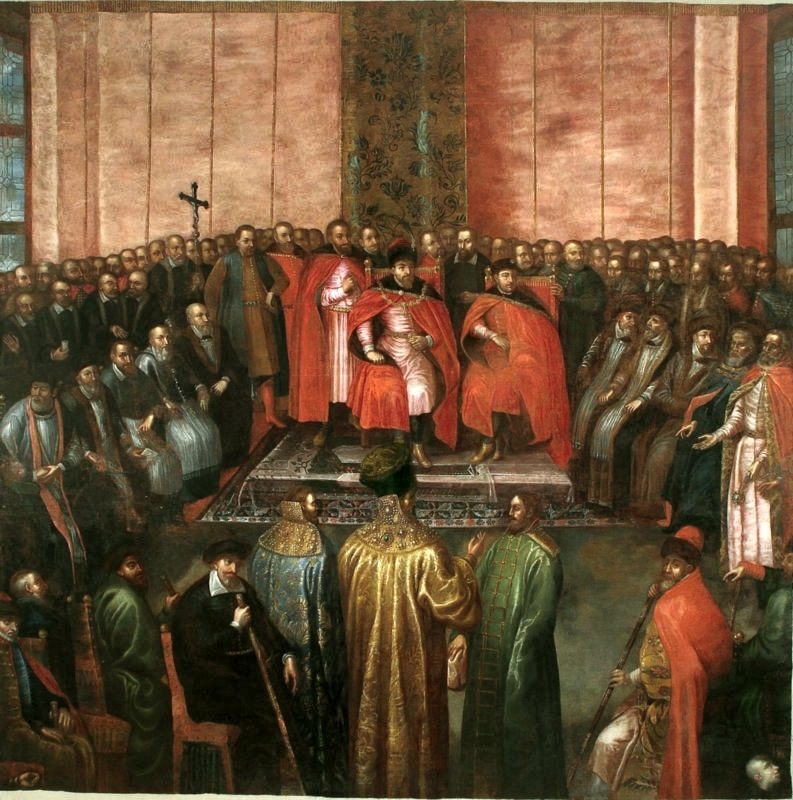
Stanisław Żółkiewski przedstawia królowi Zygmuntowi III i królewiczowi Władysławowi na sejmie 1611 r. pojmanych carów Szujskich, kopia (?) według Tomasza Dolabelli (?) z kolekcji w zamku w Podhorcach

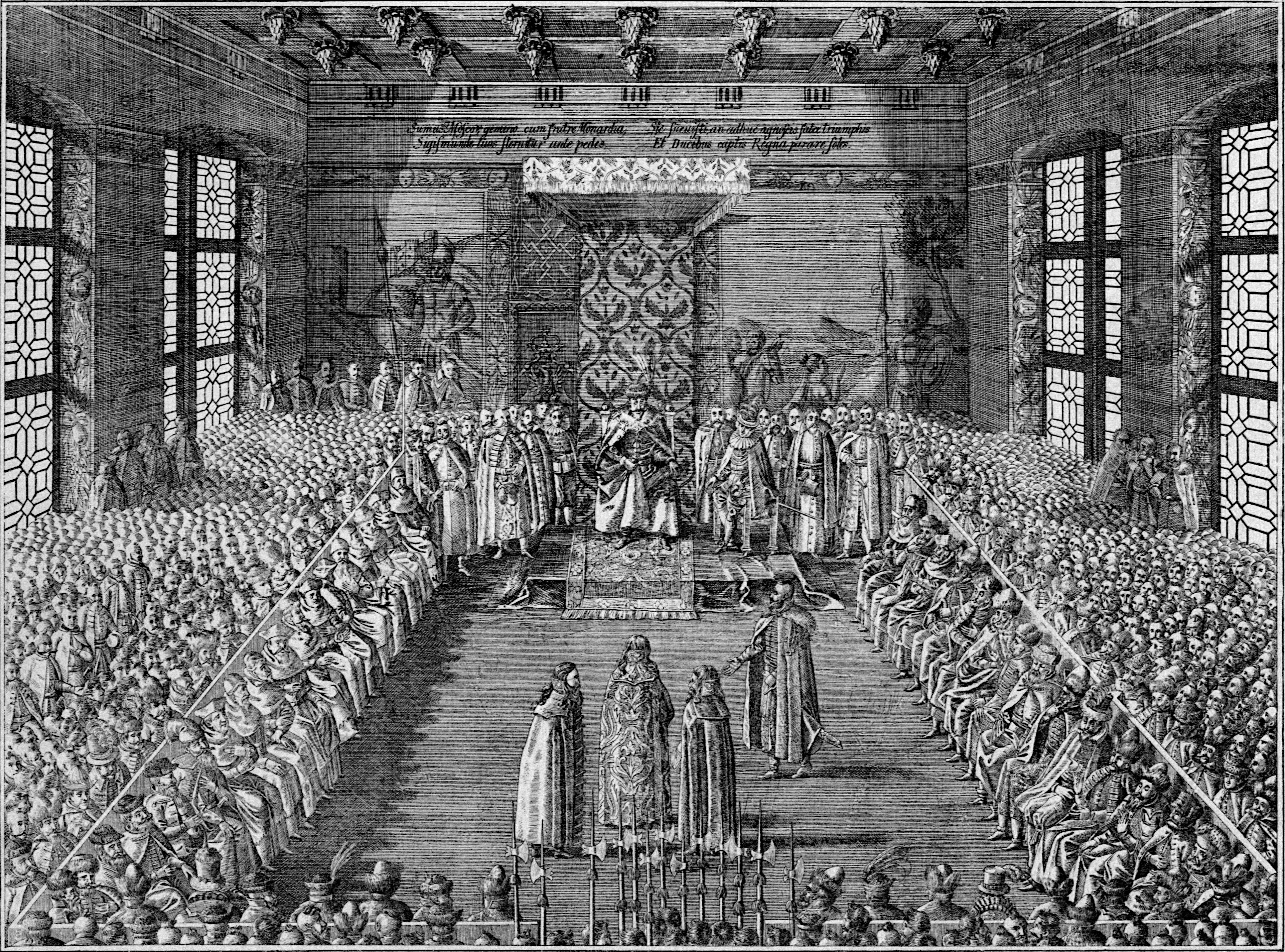
Stanisław Żółkiewski przedstawia królowi Zygmuntowi III i królewiczowi Władysławowi na sejmie 1611 r. pojmanych carów Szujskich, sztych Tomasza Makowskiego według Tomasza Dolabelli

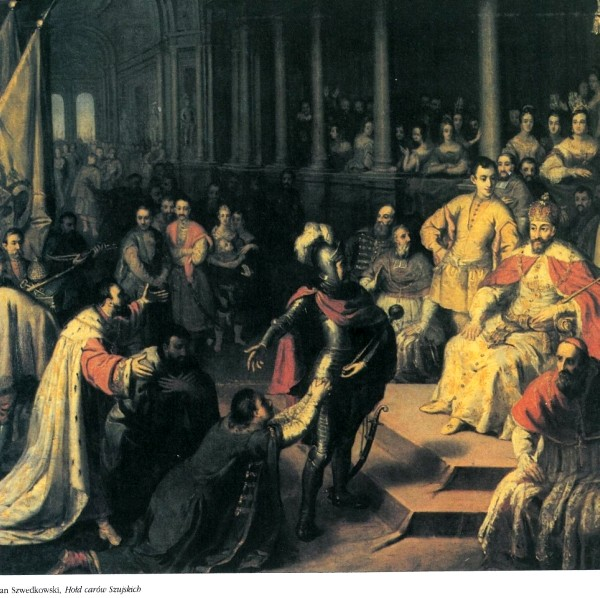
Hołd carów Szujskich, Jan Kanty Szwedkowski

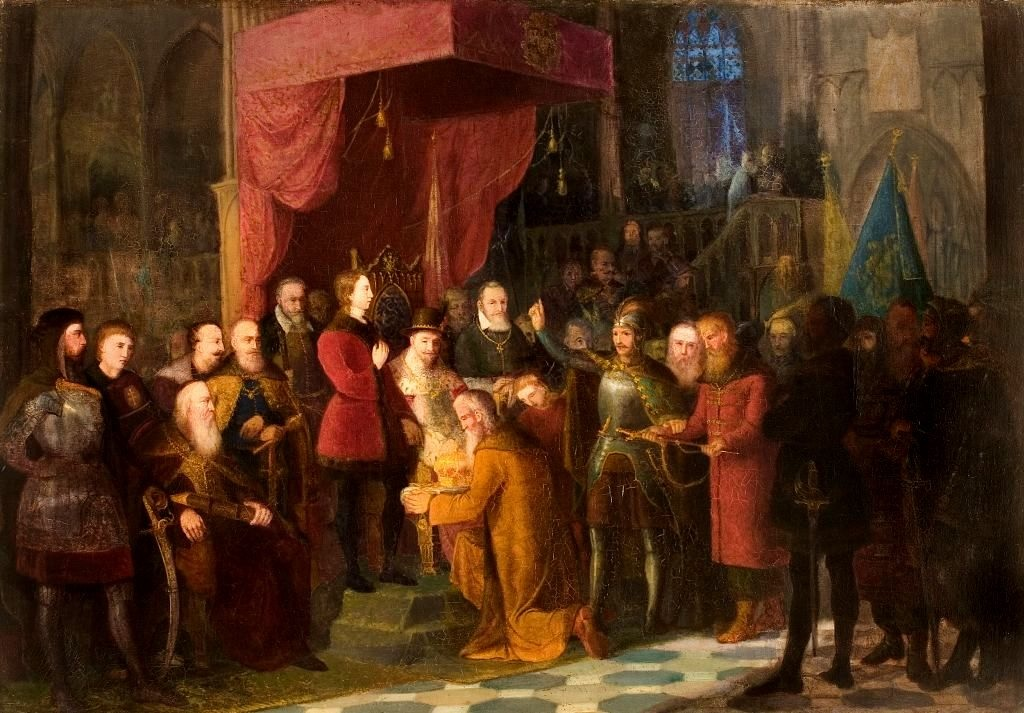
Carowie Szujscy wprowadzeni przez hetmana Stanisława Żółkiewskiego na sejm warszawski przed króla Zygmunta III, Jan Matejko, 1853

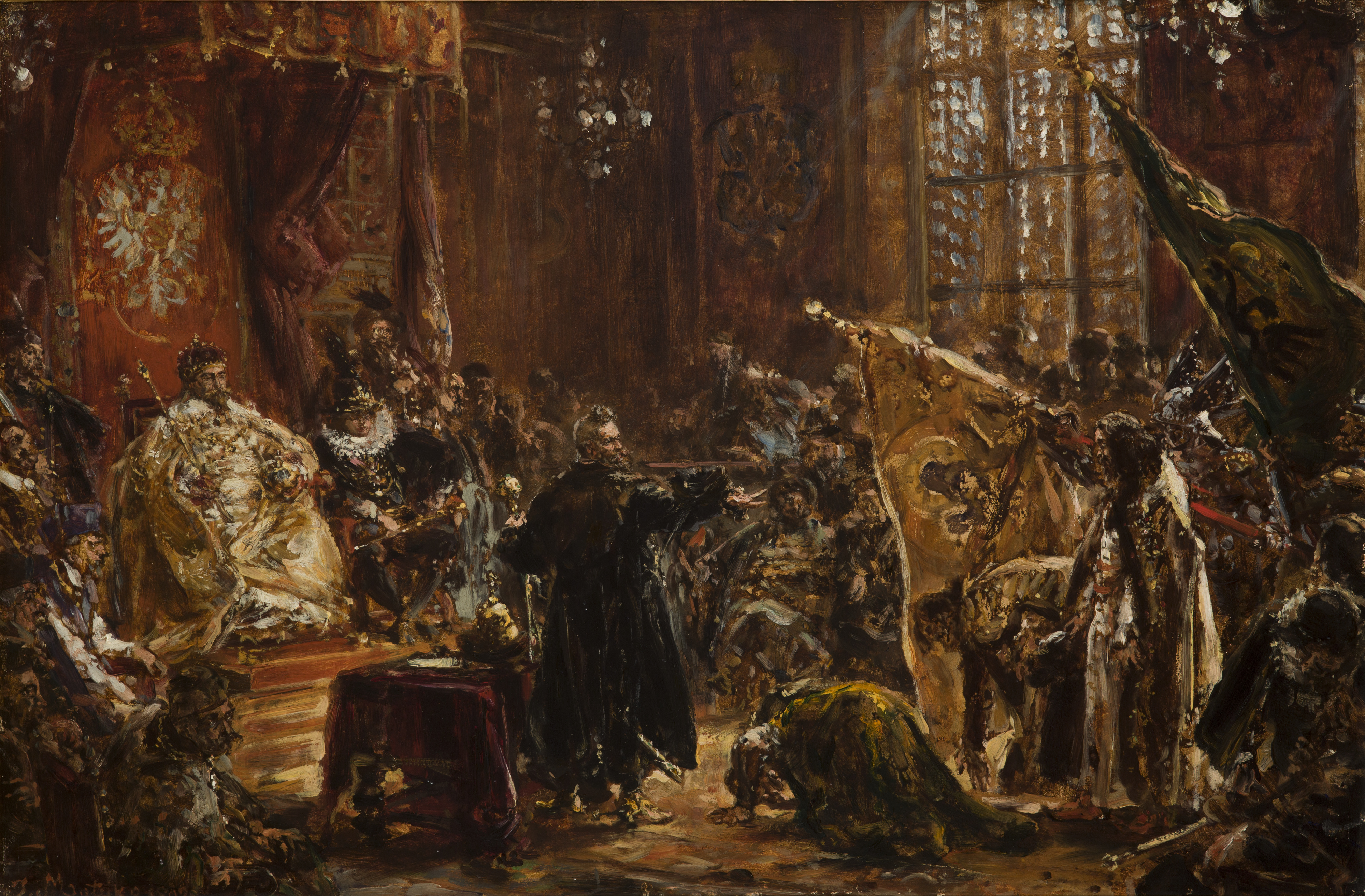
Carowie Szujscy na sejmie warszawskim, szkic do obrazu, Jan Matejko

Hołd Szujskich – homagium przebywającego w polskiej niewoli, zdetronizowanego cara Rosji Wasyla IV Szujskiego i jego braci: Dymitra (dowódcy sił rosyjsko-szwedzkich w bitwie pod Kłuszynem) i Iwana (zwanego ros. Pugowką, pol. „guzik”), złożone królowi Polski Zygmuntowi III Wazie i królewiczowi Władysławowi (ówczesnemu carowi Rosji) 29 października 1611 w sali senatu Zamku Królewskiego w Warszawie, w relacji z XVII w. był aktem tak sławnym, wielkim i nigdy w Polsce niewidzianym.
Hetman polny koronny Stanisław Żółkiewski odbył wjazd tryumfalny przez Krakowskie Przedmieście na Zamek Królewski, wiodąc ze sobą uwięzionych: cara rosyjskiego Wasyla IV Szujskiego, jego braci: Dymitra Szujskiego z żoną – wielką księżną Jekatieriną Grigoriewną, córką Grigorija Maluty Skuratowa i Iwana Pugowkę Szujskiego, Michaiła Szeina, niekanonicznego patriarchę moskiewskiego i całej Rusi Filareta.
Żółkiewski przedstawił ich Senatowi, podnosząc w swej przemowie zmienność szczęścia. Przed Zygmuntem III na tronie car Wasyl IV dotknął ziemi prawą ręką i ją ucałował, wódz wojsk moskiewskich Dymitr Szujski bił czołem o ziemię, a Iwan Szujski uczynił to trzykrotnie.

## Geneza
Styl polityki wewnętrznej i zewnętrznej prowadzonej przez Iwana Groźnego doprowadził do kryzysu w Carstwie Rosyjskim, a ponadto rychła śmierć jego następców zakończyła panowanie dynastii Rurykowiczów. Zygmunt III Waza widział w tym otwartą drogę do zawarcia unii personalnej z Moskwą, a przez takie wzmocnienie swych sił chciał ubiegać się również o koronę szwedzką. Działania króla były wspierane przez papieża Klemensa VIII, liczącego na przejęcie wpływów nad Rosyjską Cerkwią Prawosławną. Gdy rokowania okazały się bezskuteczne, w 1604 Polacy przeprowadzili akcję zbrojną i zajęli Moskwę, wprowadzając na tron moskiewski rzekomego prawowitego następcę – Dymitra Samozwańca.
W 1606 w Moskwie wybuchło powstanie antypolskie, na czele którego stanął Wasyl Szujski. Po zabiciu lojalnego wobec Polaków Dymitra Szujski został wybrany carem, a w 1608 zawarł z królem Polski rozejm. Obawiając się jednak kolejnych interwencji zbrojnych, a także nie mając pełnego poparcia wśród poddanych, zawarł ze Szwecją pakt sojuszniczy. To wydarzenie szlachta potraktowała jako zerwanie rozejmu i widziała w nim pretekst do kolejnej wyprawy na Moskwę.
Do decydującego starcia doszło 4 lipca 1610 w bitwie pod Kłuszynem, w której liczniejsza armia rosyjska została rozbita przez wojska polskie dowodzone przez Stanisława Żółkiewskiego. Przegrany car został 17 lipca 1610 zdetronizowany przez rozżalonych bojarów i rozpoczęły się rokowania ze stacjonującym pod Moskwą Żółkiewskim, w wyniku których tron carów miał objąć polski królewicz Władysław. W nocy z 20 na 21 września 1610 oddziały Żółkiewskiego weszły do Moskwy. 8 października 1610 wojska polskie zajęły Kreml, aresztując zdetronizowanego cara Wasyla Szujskiego i jego braci oraz Jekatierinę Grigoriewnę, żonę Dymitra Szujskiego. Natychmiast Wasyl Szujski uznał prawa królewicza Władysława Wazy do tronu rosyjskiego. Dowódcą wojsk polskich na Kremlu moskiewskim został Aleksander Korwin Gosiewski.
Rok później 29 października 1611 hetman Żółkiewski w uroczystym orszaku wkroczył ze swoim wojskiem do Warszawy wioząc ze sobą Wasyla Szujskiego oraz jego braci Dymitra i Iwana, którzy w obecności szlachty i senatu złożyli królowi Zygmuntowi III Wazie przysięgę wierności.

## Zabytki i ikonografia związane z hołdem
Miejsce hołdu dziś (2011) nie jest bezpośrednio upamiętnione ani bezpośrednio na Zamku Królewskim w Warszawie, ani na terenie Warszawy. Obiekty związane z hołdem i pobytem Szujskich były konsekwentnie usuwane i niszczone w imię rosyjskiej racji stanu.

### Ikonografia
Dwa wielkie obrazy Tomasza Dolabelli Złożenie hołdu Zygmuntowi III przez carów Szujskich i Zdobycie Smoleńska zostały zrabowane przez wojska rosyjskie w 1707, gdy na Zamku Królewskim w Warszawie przebywał car Piotr I. Według innej wersji obrazy (plafony z sali senatu) te podarował król August II na usilne carskie prośby w 1716. – carowi Piotrowi I – dziś uważa się je za zaginione. Jeden z zaginionych obrazów Tomasza Dolabelli Złożenie hołdu Zygmuntowi III przez carów Szujskich znany jest ze sztychu Tomasza Makowskiego i kopii lub innego ujęcia hołdu Szujskich na obrazie pochodzącym z kolekcji w zamku w Podhorcach.
Hołd carów Szujskich stał się tematem obrazu Jana Kantego Szwedkowskiego oraz dwóch obrazów Jana Matejki – młodzieńczego z 1853 i szkicu do obrazu, którego artysta nie zdążył namalować.

### Kaplica Moskiewska – grobowiec carów Szujskich

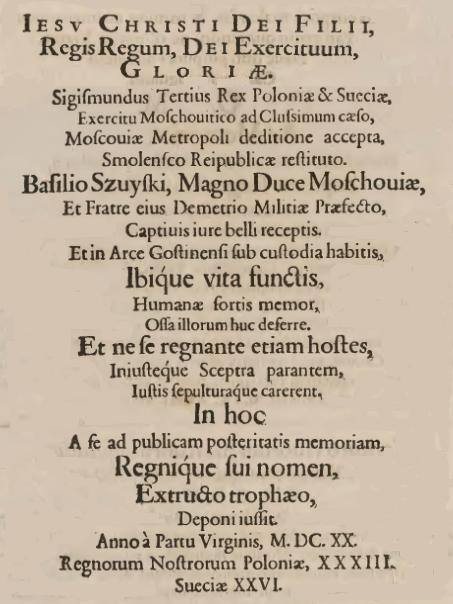
istniejąca w latach 1620 – ok. 1768 tablica króla Zygmunta III Wazy nad wejściem do Kaplicy Moskiewskiej

Nie przetrwała do naszych czasów Kaplica Moskiewska – grobowiec – mauzoleum zmarłych w niewoli carów Szujskich.
Tekst napisu z tablicy fundacji króla Zygmunta III Wazy istniejącej w latach 1620 – ok. 1768 nad wejściem do Kaplicy Moskiewskiej:
| tekst łaciński | tłumaczenie polskie |
| --- | --- |
| Jesu Christi Dei Filii, Regis Regum, Dei Exercituum, Gloriæ. Sigismundus Tertius Rex Poloniæ & Sueciæ Exercitu Moschovitico ad Clussinum cæso, Moscoviæ Metropoli deditione accepta, Smolensco Republicæ restitutio. Basilio Szuyski, Magno Duce Moschoviæ, Et Fratre eius Demetrio Militiæ Præfecto, Captiuis iure belli receptis. Et in Arce Gostiniensi sub custodia habitis, Ibique vita functis, Humanæ fortis memor, Ossa illorum huc deferre. Et ne se regnante etiam hostes, Iniusteque Sceptra parantem, Iustis sepulturaque carerent. In hoc A se ad publicam posteritatis memoriam, Regnique sui nomen, Extructo trophæo, Deponi iussit. Anno à Partu Virginis, M. DC. XX. Regnorum Nostrum Poloniæ, XXXIII. Sueciæ XXVI. | Jezusowi Chrystusowi Synowi Bożemu, Królowi Królów, Bogu zastępów, Chwała. Zygmunt Trzeci Król Polski i Szwecji zwyciężywszy wojska moskiewskie pod Kłuszynem, przyjął kapitulację stołecznej Moskwy, przywracając Smoleńsk Rzeczypospolitej. Wasyl Szujski, Wielki Książę Moskiewski, i jego brat Dymitr, dowódca, ujęci prawem wojennym i przyjęci. Mieszkając pod strażą w Zamku Gostynińskim, tamże dokonali żywota, pomny na los ludzki, składa tu ich szczątki. I choć ci wrogowie bezprawnie władali i bezprawnie berła dzierżyli, nie zostali pozbawieni pogrzebu. Na tym wzniesionym pomniku dla powszechnej pamięci potomnych rozkazuje umieścić swoje imię. Roku [Pańskiego] od narodzenia z Dziewicy 1620. Królowania Naszego w Polsce 33. w Szwecji 26. |

### Tablica z kolumny Zygmunta

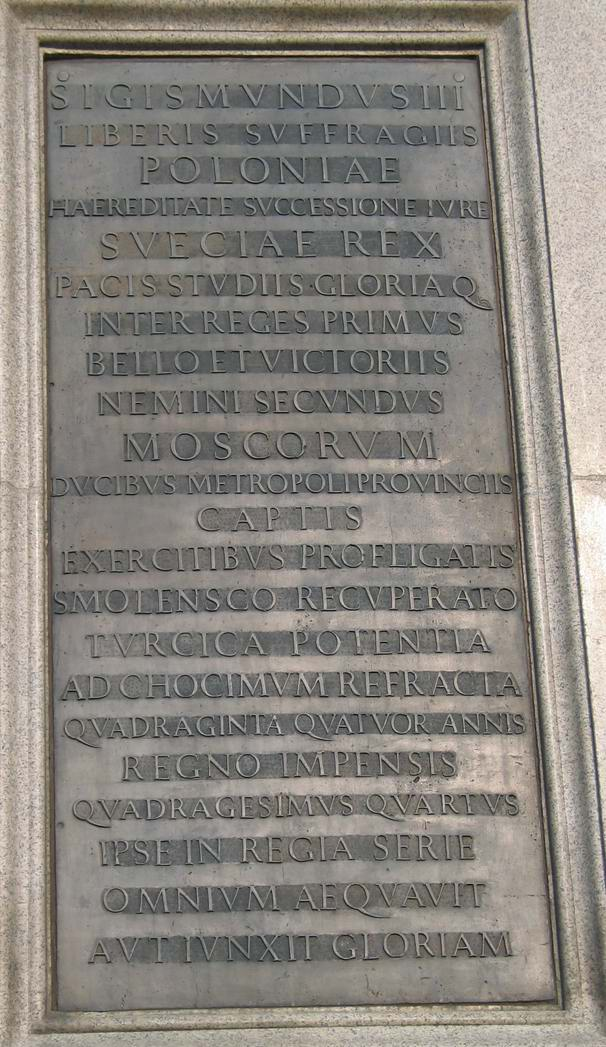
zachodnia tablica na kolumnie Zygmunta

Jedynym pośrednim upamiętnieniem sukcesów króla Zygmunta III jest zachodnia tablica tekstem po łacinie znajdująca się na kolumnie Zygmunta.

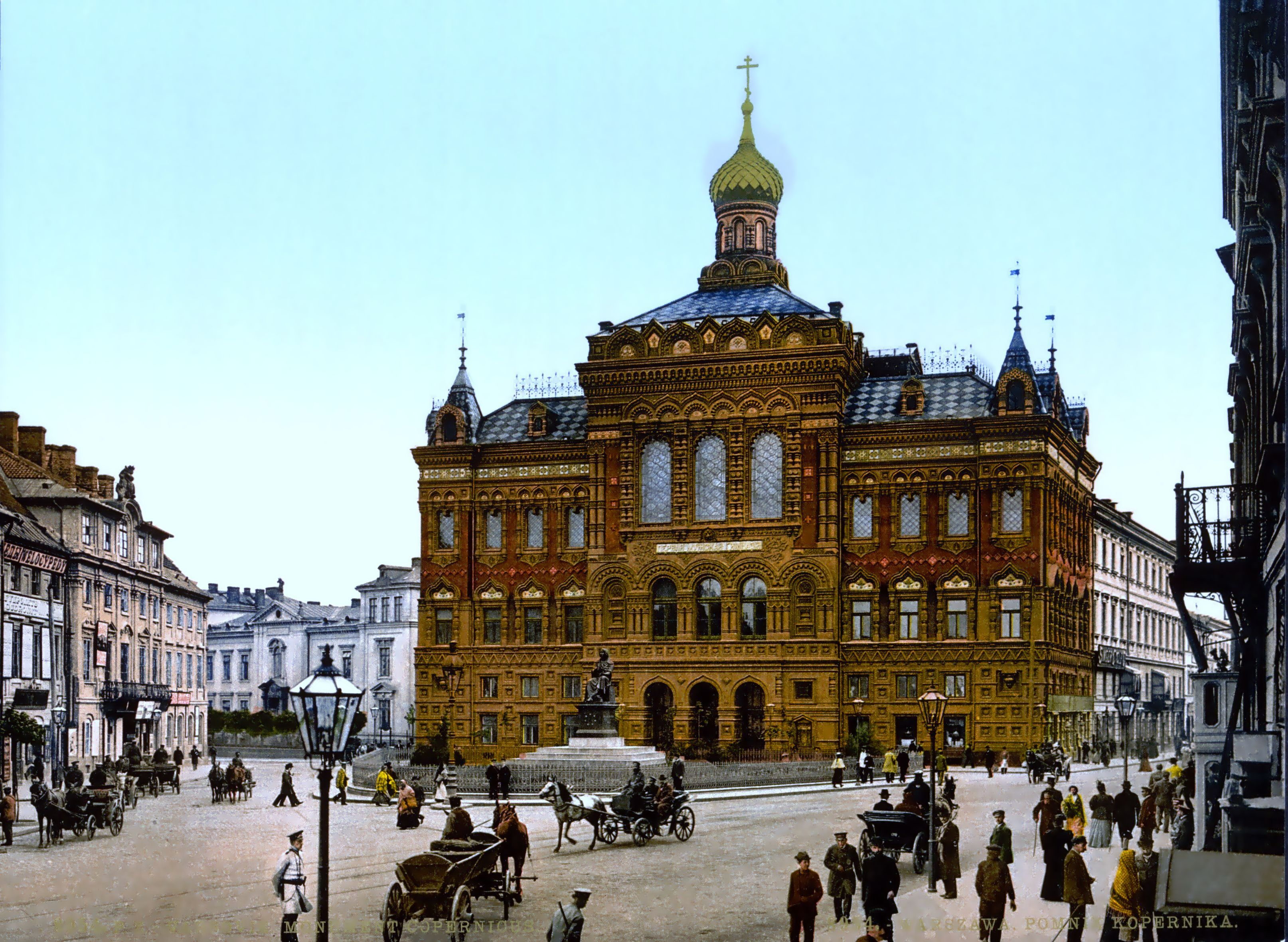
Pałac Staszica w Warszawie po przebudowie w stylu bizantyjsko-ruskim według projektu Władimira Pokrowskiego po 1895 r.

| tekst łaciński | tłumaczenie polskie |
| --- | --- |
| SIGISMVNDVS III LIBERIS SVFFRAGIIS POLONIAE HAEREDITATE SVCCESSIONE IVRE SVECIAE REX PACIS STVDIIS GLORIAQ INTER REGES PRIMVS BELLO ET VICTORIIS NEMINI SECVNDVS MOSCORVM DVCIBVS METROPOLI PROVINCIIS CAPTIIS EXERCITIBVS PROFLIGATIS SMOLENSCO RECVPERATO TVRCIA POTENTIA AD CHIOCIMVM REFRACTA QVADRAGINTA QVATVOR ANNIS REGNO IMPRENSIS QVADRAGESIMVS QVARTVS IPSE IN REGIA SERIE OMNIVM AEQVAVIT AVT IVNXIT GLORIAM | Zygmunt III z mocy wolnej elekcji król Polski, z tytułu dziedziczenia, następstwa i prawa – król Szwecji, w umiłowaniu pokoju i w sławie pierwszy pomiędzy królami, w wojnie i zwycięstwach nie ustępujący nikomu, WZIĄŁ DO NIEWOLI WODZÓW [MOSKIEWSKICH], STOLICĘ I ZIEMIE MOSKIEWSKIE ZDOBYŁ, WOJSKA ROZGROMIŁ, ODZYSKAŁ SMOLEŃSK, złamał pod Chocimiem potęgę Turcji, panował przez czterdzieści cztery lata, w szeregu czterdziesty czwarty król, dorównał w chwale wszystkim i przyjął ją [chwałę] całą |

## Pretekst żądań władców Rosji względem królów Polski
Ikonografia hołdu Szujskich, opisy tego wydarzenia oraz Kaplica Moskiewska były pretekstem szeregu żądań wysuwanych przez kolejnych przedstawicieli dynastii Romanowów do władców Rzeczypospolitej w XVII i XVIII w.
Car Wasyl IV Szujski, przebywał w polskiej niewoli po swojej detronizacji 17 lipca 1610, w tym czasie carem Moskwy i Wszechrusi był królewicz Władysław IV Waza. Mimo to, Kaplica Moskiewska i inne przedmioty, dokumentujące pobyt w Rzeczypospolitej cara Wasyla IV Szujskiego i jego rodziny stanowiły „sól w oku” późniejszych władców dynastii Romanowów. W czasach cara Michała I Romanowa strona moskiewska podjęła negocjacje w celu odzyskania zwłok cara Wasyla IV Szujskiego i jego rodziny. Po pokoju w Polanowie ciała cara, brata i księżnej Jekateriny wydano Rosji w 1635. W 1647 od cara Aleksego I Romanowa wpłynęła prośba strony moskiewskiej, aby zburzyć Kaplicę Moskiewską, lecz król Władysław IV odmówił, przekazując, że może zwrócić tablicę nagrobną. Kolejne żądania dotyczyły opisów polskiego tryumfu. Ktokolwiek opisywał hołd cara Szujskiego w sejmie Rzeczypospolitej mógł się spodziewać, że poseł moskiewski zażąda spalenia dzieła i głowy piszącego, jako zadośćuczynienie zniewagi carskiego majestatu. W 1678 za panowania króla Jana III Sobieskiego wpłynęła prośba cara Fiodora Romanowa o wydanie dwóch obrazów Tomasza Dolabelli z Zamku Królewskiego przedstawiających hołd cara Wasyla Szujskiego z braćmi: Dymitrem i Iwanem zwanym ros. Pugowką (pol. guzik) przed królem Zygmuntem III Wazą, jako znieważających majestat carski. Prośbom tym uległ i obrazy te, które uważa się dziś za zaginione, przekazał carowi Piotrowi I król August II Mocny.
W okresie między latami 1764–1768, z polecenia posła rosyjskiego Nikołaja Repnina wydobyto i zniszczono zachowaną tablicę z Kaplicy Moskiewskiej fundacji króla Zygmunta III Wazy.
W latach 1892–1895, w czasach zaboru rosyjskiego, z inicjatywy Aleksandra Apuchtina przebudowano Pałac Staszica w stylu bizantyjsko-ruskim według projektu rosyjskiego architekta Władimira Pokrowskiego oraz utworzono w budynku pałacu cerkiew św. Tatiany Rzymianki celem zniszczenia architektury Corazziego oraz aby „...na zawsze pogrzebać w pamięci Polaków wspomnienia o poprzednim polskim gmachu, myślą i wysiłkiem Staszica wzniesionym...” – pretekstem było rzekome istnienie w tym miejscu Kaplicy Moskiewskiej z grobowcem cara Wasyla Szujskiego.
W 1954 w czasach PRL rozebrano rotundę z XVII w. przy ul. Świętokrzyskiej 1 z powodu uznania jej przed 1939 za pozostałości Kaplicy Moskiewskiej.